# Омела

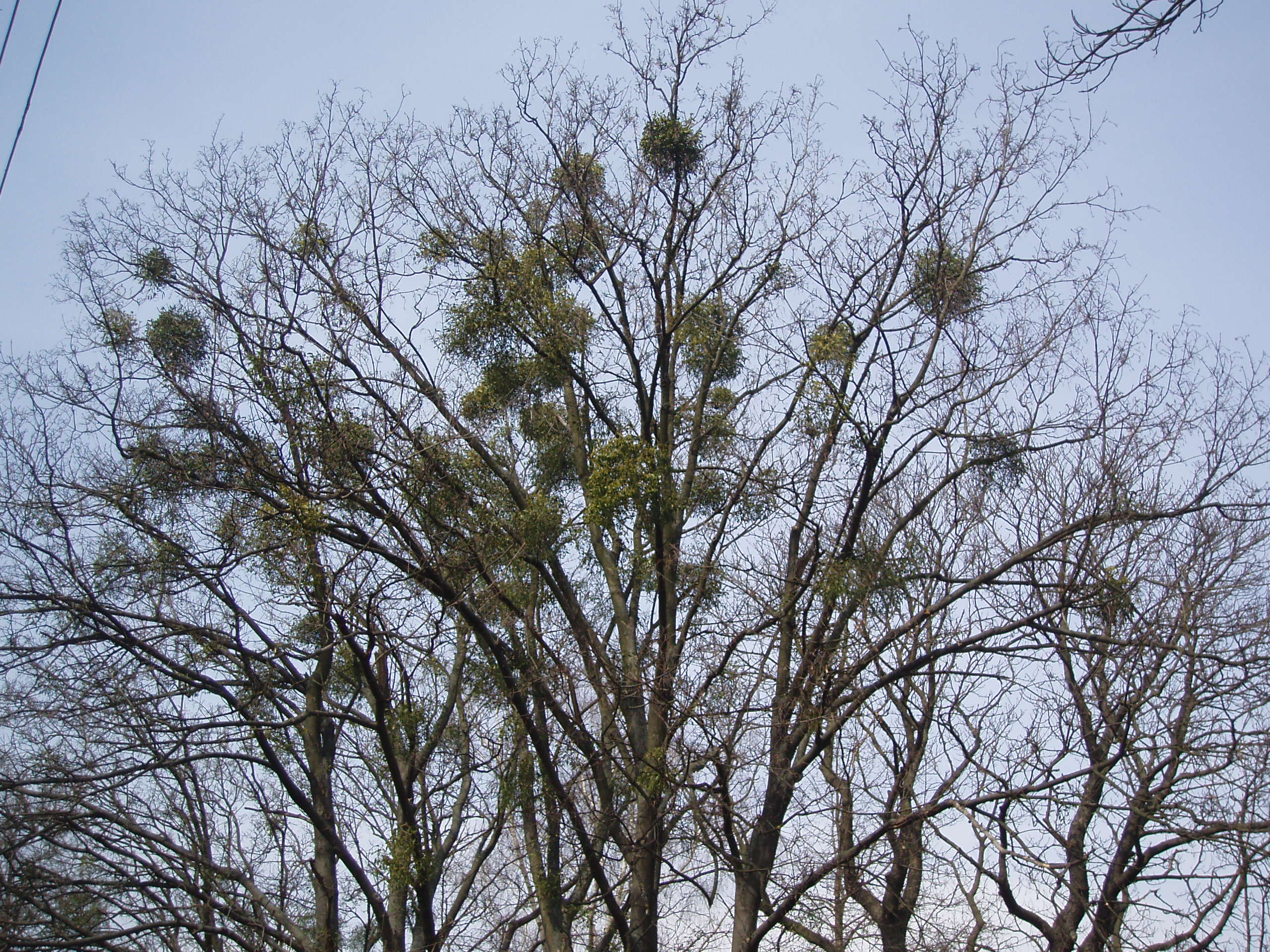
Дерево з омелою, Вінниця, квітень 2009 року

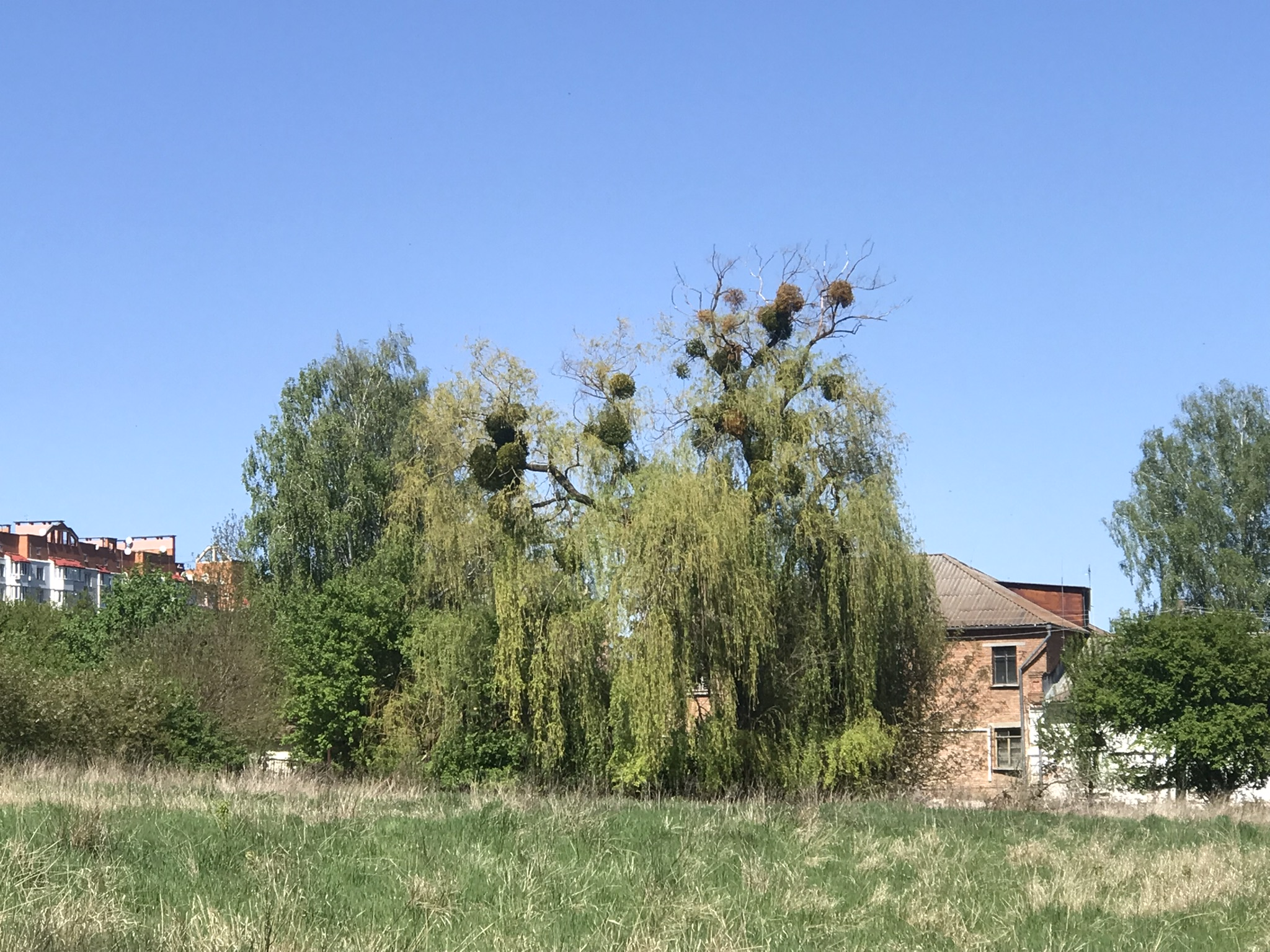
Верхівкове всихання верби через масивне зараження омелою особливо помітне навесні, коли листя на верхівці відстає у вегетації або взагалі дерево вверху повністю всихає.

Оме́ла (Viscum) — рід напівпаразитичних кущів або трав родини санталових (Loranthaceae).

## Опис
Вічнозелені рослини. Паразитують на багатьох видах дерев: тополях, кленах, соснах, вербах, березах, акаціях та на деяких плодових деревах. Проростає на вершині дерева чи на його гілках, розростається зеленим, часто густим кущем. Має вигляд кулеподібного ущільнення в кроні дерева. Омелу вважають напівпаразитом, оскільки в більшості випадків може самостійно здійснювати фотосинтез. Плоди — неїстівні для людини ягоди. Кущ розвивається до 1 м в діаметрі, легко ламається та падає на землю під час сильних поривів вітру, особливо коли кущ має ягоди.
Існує велика кількість видів роду Омела. Різні види зростають на певних видах дерев. Більшість здатна рости на декількох видах дерева-хазяїна. Омела отримує воду, мінеральні та поживні речовини із рослини-хазяїна. Вагомий внесок у вивчення взаємин омели та її рослин-хазяїв зробив І. Г. Бейлін.

## Поширення
Поширюють насіння омели птахи, яких приваблюють її ягоди. Поїдаючи клейкі за консистенцією ягоди, що містять кісточки, птахи чистять дзьоб, витираючи його по гілках дерев, частіше на верхніх, де зручно сидіти. Кісточка, приклеївшись до гілки, за наявності вологи з часом починає проростати. Не менш поширений спосіб зараження через пташиний послід: сік ягід зберігає свою клейкількість навіть після проходження через травну систему пташки, насінина у ягоді навіть після проходження травної системи  все ще обернена клейкою речовиною, а послід спашок робиться рідким. Разом із пташиним послідом  насіння прилипає до кори гілок, де, приклеївшись, випускає один міцний корінець який проникає у кору гілки.

## Розвиток
Проростає через камбій у деревину з утворенням центрального ризоїда-присоски, поступово віддаючи бокові паростки всередині камбію, які, зі свого боку, теж утворюють вторинні ризоїди-присоски для вбирання вологи та мінеральних речовин. Розгалужені ризоїди всередині камбію можуть давати ріст інших кущів назовні у вигляді листків, які з часом стають округлим кущем у діаметрі від 15 см до 100 см, поступово заселяючи здебільшого верхівкову частину дерева.

## Негативні наслідки
Частину поживних речовин омела створює самостійно шляхом фотосинтезу. Волога, яку вбирає омела з дерева, стає дефіцитною для гілок, тому дерево з часом втрачає естетичний природний вигляд, крона розріджується, ріст дерева сповільнюється. З незначною інсемінацією дерева живуть дуже довго, тоді як ширше розростання омели спричиняє верхівкове всихання, а згодом і всихання всього дерева.

## Боротьба з омелою
Боротьба шляхом обламування гілок куща малоефективна, оскільки з ризоїдів починають розвиватись декілька інших, бокових, кущів.
Ризоїди мають довжину інколи понад 100 см в окремих випадках до 3 м, тому гарантованими заходами може бути санітарна обрізка вражених гілок до їх розвилок, на великих відстанях від куща (за умови, що кількість вражених гілок сягає до 30 %). Якщо кількість вражених гілок значна, може бути використане омолоджувальне обрізання дерева (топінг). У великих містах заходи з обрізання гілок, вражених омелою, є типовими в боротьбі з цим паразитом.

## Токсичність
Токсичність для людини мають майже всі ягоди представників роду Viscum, але вони входять в раціон багатьох видів птахів.

## У культурі
- Згідно з європейською міфологією, омела з'являється після того, як у дерево вдаряє блискавка. Омела була оберегом домашнього вогнища, а для того, щоб її дістати, потрібно було збити її стрілою, але при тому омела не мала торкатися землі, коли впаде, інакше втрачала магічну силу.[джерело?]
- Багато народів використовували омелу в магічних дійствах, не стала винятком і Україна, де в давнину омела мала назву баб'ячий проклін[4] — мертве зілля, яке використовувалося в магічних дійствах давніх українських віщунів, ворожбитів — волхвів. Омелу, що й тепер росте на старих деревах, найчастіше поблизу церков, давній жрець зтинав золотим серпом і вносив до храму. Очевидно, наші предки опоетизували омелу, пов'язуючи її з Бабою.[5]
- Омела була також причиною смерті бога Бальдра у скандинавській міфології.
- В Англії використовувалась як новорічна рослина до початку масового використання ялинок, і досі використовується в Європі на свята.
- Кельтські жерці (на півночі Франції, Бретонія) золотими серпами зрізали кущики омели, збирали її у біле полотно (щоб ніколи ця «небесна рослина» не торкнулася землі!). Вони готували з омели цілу низку терапевтичних препаратів, вважали її універсальними ліками та протиотрутним засобом.[6]
- про омелу згадує Вергілій у «Енеїді», яка допомогла Енеєві (через Сивіллу, що сховала гілку під спідницею) пробратися до пекла-Гадесу, аби віднайти батька;
- «Дивна ота „золота гілка“, по-нашому омела. Воно й не дерево, і не рослина. Насіння її, щоб розноситися, мусить обов'язково пройти через шлунок пташини, і то не всякої, а лише берестянки (славки) та співучого дрозда. …Колись селяни знали: якщо зріжеш всю омелу — дерево пропаде. Ботаніки цього чомусь не знають. Омела не виснажує дерево, а навпаки підтримує його у старості, примушує жити, аби жити самій. Та й ще тягнути життєдайні глибинні соки навіть узимку. Коли ж спадає листя з дерева, омела творить своє власне чудо — вбирає якнайбільше сонячного світла. І стає наче пронизана сонцем! На січень–лютий припадає її сонячний пік, коли вона стає золотою».[7]